# ريسكي بيزنس
ريسكي بيزنس (بالإنجليزية: Risky Business)‏ وبالعربية تعني تجارة خطرة هو فيلم كوميدي أمريكي أُنتج عام 1983، وهو أول فيلم لتوم كروز بدور رئيسي. باول بريكمان قام بكتابة وإخراج الفيلم. نال فيلم ريسكي بيزنس إعجاب النقاد، وأصبح من أفضل أفلام العام 1983. ساهم الفيلم في إطلاق نجومية توم كروز بسبب أدائه المتميز وهو لم يتجاوز الحادية والعشرين من عمره.

## قصة الفيلم
«جول جودسون» (Joel Goodson) مراهق يقيم في مدينة شيكاغو مع والديه الثريين، ويشعر بالقلق حيال الالتحاق بالجامعة بسبب درجاته المتدنية. بينما والده يريده أن يذهب إلى جامعة برينستون العريقة التي درس فيها.
يسافر والدا «جول» خارج المدينة ويصبح مسؤولاً عن المنزل في غيابهما. وقبل ذلك يشجعه صديقه «مايلز» على فعل كل ما يحلو له. وفي الليلة نفسها يرقص جول في غرفة المعيشة مرتدياً ملابسه الداخلية على أنغام موسيقى الروك، وفي الليلة التالية يقود سيارة أبيه وهي من نوع بورش بعد أن كان ممنوعاً من قيادتها.
يصر «مايلز» على «جول» أن يدعو فتاة هوى ليقيم معها علاقة جنسية في منزله. يرفض «جول» في البداية، ويقوم «مايلز» بالاتصال بإحدى بائعات الهوى -واسمها جاكي- بعد أن يعثر على رقمها في الصحيفة، وينتحل اسم «جول»، ويعطيها عنوانه مما يغضب الأخير. وتصل بائعة الهوى «جاكي» إلى المنزل بينما الفتى مشغول بالدراسة، ويشعر بالقلق لأنه لم يكن يتوقع قدومها، فيعتذر إليها عن سوء الفهم الحاصل، وتعطيه رقم فتاة أخرى تُدعى «لانا».
يعجز جول عن النوم، ويضطر إلى مكالمة فتاة الهوى بعد تردد، ويدعوها إلى منزله. وأثناء انتظاره تصل «لانا» وهي فتاة شقراء ومثيرة، فيقيم معها «جول» علاقة جنسية.
وفي الصباح تطلب «لانا» من «جول» مبلغ 300 دولار لقاء خدماتها. لكنه لا يملك هذا المبلغ، فيخبرها بأنه سيذهب إلى البنك لصرف سند مالي. وعندما يعود «جول» إلى البيت ومعه المال يكتشف أن «لانا» غير موجودة، وقد قامت بسرقة بيضة من الكريستال تخص أمه.
وفي المساء يذهب «جول» برفقة «مايلز» إلى فندق فاخر للقاء «لانا» لكي يطالبها بإعادة بيضة أمه. لكن «جويدو» القواد يعترضهم، ويهدد «لانا» بمسدسه، وينطلق «جول» بسرعة في سيارة البورش لتفادي «جويدو» الذي يطاردهم، ويفلتون منه.
تقيم «لانا» في منزل «جول» بعد أن تخبره بأن بيضة والدته في شقتها ولن تتمكن من استرجاعها بسبب «جويدو». يذهب «جول» إلى المدرسة، وعندما يعود يكتشف أن «لانا» دعت فتاة هوى أخرى إلى البيت وتُدعى «فيكي»، وتقترح «لانا» على «جول» أن يقوم بدعوة أصدقائه ليلتقوا بصديقاتها من أجل كسب المال لكنه يرفض الفكرة.
وفي الليل يخرج «جول» مع «لانا» و«فيكي» وصديقه «باري» لتناول المثلجات، ولكي يثملوا عند بحيرة ميشيغان. يجلس «جول» و«لانا» معاً ويتبادلان الأحاديث. ثم تذهب لأخذ حقيبتها من سيارة البورش، وعن طريق الخطأ يتحرك عصا التحكم، فتتدحرج السيارة، ويحاول «جول» عبثاً إيقافها لكي لا تقع في البحيرة. تتوقف السيارة عندما تصل إلى رصيف الميناء و«جول» على سطحها، وعندما يطمئن على سلامة البورش يتحطم الرصيف وتسقط في الماء.
يجد «جول» نفسه في مأزق حقيقي، فسيارة أبيه تُكلف مبلغاً كبيراً لإصلاحها، كما أنه سيرسب في امتحانين بسبب تأخره. ويتعرض للفصل لمدة 5 أيام بسبب تعامله مع ممرضة المدرسة التي تتجاهل سماع مشكلته، ويُطرد من برنامج فيوتشر إنتربرايزرز. يشعر «جول» بأن مستقبله قد تحطم بسبب تهوره، فيهرع إلى شقة «لانا» التي تتعاطف معه، ويقرران تحويل منزله إلى ماخور ليجمعا المال اللازم لإصلاح البورش، وتوافق على أن تكون حبيبته.
تدعو «لانا» صديقاتها المومسات بينما يتولى «جول» عملية المبيعات واستقطاب الشبان الذين يرغبون بقضاء أوقات ممتعة مع الجنس الآخر. وتُقام حفلة ضخمة في البيت، ويتصادف مع وصول «بيل راذرفورد» الذي يأتي لمقابلة «جول» بخصوص طلب القبول إلى جامعة برنستون. لكن المقابلة تتعرض للتوقف أكثر من مرة بسبب الضيوف، ويرى «راذرفورد» أن إنجازات «جول» لا تخوله الالتحاق بالجامعة. لكن الشاب لا يتأثر ويشعر بالرضا. وبعد انتهاء الحفلة يظهر «راذرفورد» وهو يخرج من المنزل بعد أن أقام علاقة مع إحدى فتيات الهوى، ويتم جني مبلغ 8000 دولار، وبعدها يذهب «جول» مع «لانا» لممارسة الجنس داخل القطار.
وفي صباح اليوم التالي يستلم «جول» السيارة بعد إصلاحها، وعندما يدخل المنزل يكتشف أن الأثاث مسروق، فيحاول الاتصال ب«لانا» في شقتها. لكنه يتفاجأ بالقواد «جويدو» الذي يبلغه بأنه هو الذي سرق الأشياء، وسيبيعهم. فيدفع «جول» كل ما يملكه من مال مقابل إعادة مقتنيات منزله بما فيهم بيضة أمه التي تقذفها صديقة «جويدو»، فيسارع «جول» إلى الإمساك بها قبل أن تقع على الأرض. ويأتي أصدقاء «جول» لمساعدته على نقل الأثاث إلى الداخل قبل وصول والديه اللذان يعودان من السفر في نفس اليوم. تعاتب الأم «جول» بعد أن تعثر على شرخ داخل بيضتها، وتلومه على عدم قدرته على تحمل المسؤولية.
يكنس «جول» أوراق الشجر في حديقة المنزل حينما يأتي والده ليبلغه بأنه قد تحدث للتو على الهاتف مع «راذرفورد» بشأن المقابلة وبأنه قد قُبِل في جامعة برنستون وهو سعيدٌ من أجل ابنه الذي لم يكن يتوقع ذلك.
وفي نهاية الفيلم يلتقي «جول» ب«لانا» في أحد المطاعم ليتحدثا بشأن مستقبلهما معاً، وتخبره بأنها تود رؤيته مجدداً. لكنه يمازحها قائلاً بأن ذلك سيكلفها.

## الممثلون
- توم كروز في دور جول جودسون
- ريبيكا دي مورني في دور لانا
- جو بانتوليانو في دور جويدو القواد
- كورتيس أرمسترونغ في دور مايلز
- برونسون بينشوت في دور باري
- نيكولاس برايور في دور السيد جودسون
- جانيت كارول في دور السيدة جودسون
- ريتشارد ماسور في دور بيل راذرفورد

## وصلات خارجية
ريسكي بيزنس على موقع IMDb (الإنجليزية)
- ريسكي بيزنس على موقع ميتاكريتيك (الإنجليزية)
- ريسكي بيزنس على موقع الموسوعة البريطانية (الإنجليزية)
- ريسكي بيزنس على موقع روتن توميتوز (الإنجليزية)
- ريسكي بيزنس على موقع نتفليكس (الإنجليزية)
- ريسكي بيزنس على موقع قاعدة بيانات الأفلام العربية
- ريسكي بيزنس على موقع ألو سيني (الفرنسية)
- ريسكي بيزنس على موقع Turner Classic Movies (الإنجليزية)
- ريسكي بيزنس على موقع أول موفي (الإنجليزية)
- ريسكي بيزنس على موقع بوكس أوفيس موجو (الإنجليزية)